# Carlo Rastrelli
Carlo Rastrelli, italijanski general, * 2. marec 1893, Neapelj, † 24. junij 1954, Neapelj.